# Unkowski-Gletscher
Der Unkowski-Gletscher (russisch Ледник Унковского Lednik Unkowskowo) ist ein Gletscher an der Zumberge-Küste des westantarktischen Ellsworthlands. Er fließt östlich des Kealey Ice Rise in das Talutis Inlet.
Russische Wissenschaftler benannten ihn nach dem russischen Admiral und Forschungsreisenden Iwan Semjonowitsch Unkowski (1822–1886).